# باگالدی
باگالدی (به ایتالیایی: Bagaladi) یک کومونه در ایتالیا است که در استان رجیو کالابریا واقع شده‌است.

## خصوصیات
باگالدی ۳۰٫۸ کیلومترمربع مساحت و ۱٬۲۴۱ نفر جمعیت دارد.